# Calle Imperial (Madrid)
La calle Imperial es una vía pública de la ciudad española de Madrid, situada en el barrio de Sol, distrito Centro, y que une la plaza de la Provincia con la calle de Toledo, al sur de la Plaza Mayor.

## Historia
Comienza en la confluencia de la calle de El Salvador con la plaza de la Provincia y finaliza su recorrido en la calle de Toledo. La calle, que conserva su denominación desde el siglo xvi, se cruza a mitad de su recorrido con la de la Lechuga. En 1618 se compró terreno para ensanchar la calle. En 1889 se conservaban antecedentes de construcciones particulares desde 1776.
Según la tradición, anotan Hilario Peñasco de la Puente y Carlos Cambronero, se habría dado a esta calle el nombre de «Imperial» en tiempos del rey Felipe IV, porque en ella se habrían hospedado los primeros misioneros jesuitas que vinieron a fundar el Colegio Imperial, en la actualidad Instituto San Isidro. Según Capmany se habría debido simplemente al hecho de ser una de las vías más próximas al citado colegio. Capmany menciona que en ella estuvo la casa de Alonso de Mendoza, conde de la Coruña.

## Madrid galdosiano

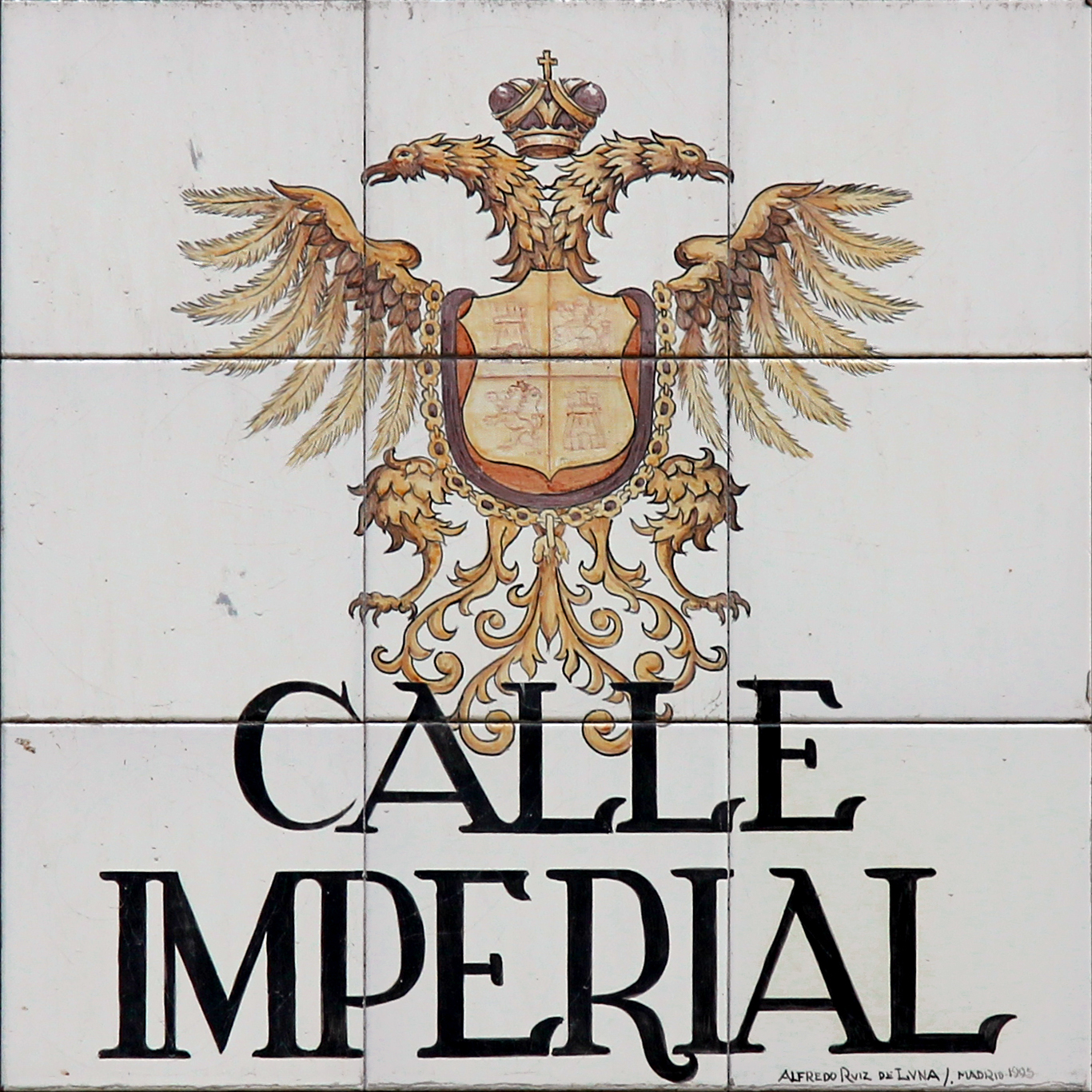
Placa de la calle, del ceramista Alfredo Ruiz de Luna.

La calle Imperial es una de las protagonistas del entramado urbano, comercial y humano que forma el gran telón de fondo en la novela más conocida de Benito Pérez Galdós, Fortunata y Jacinta. Una pincelada de ese escenario y la actividad de la emergente burguesía menestral que habita sus mejores casas y gobierna sus más prósperas tiendas y comercios, queda descrita en este párrafo del capítulo II.2 de la Parte Primera de la novela: 

Barbarita y su hermano Gumersindo, mayor que ella, eran los únicos hijos de D. Bonifacio Arnaiz y de doña Asunción Trujillo. Cuando tuvo edad para ello, fue a la escuela de una tal doña Calixta, sita en la calle Imperial, en la misma casa donde estaba el Fiel Contraste. Las niñas con quienes la de Arnaiz hacía mejores migas, eran dos de su misma edad y vecinas de aquellos barrios, la una de la familia de Moreno, del dueño de la droguería de la calle de Carretas, la otra de Muñoz, el comerciante de hierros de la calle de Tintoreros. Eulalia Muñoz era muy vanidosa, y decía que no había casa como la suya y que daba gusto verla toda llena de unos pedazos de hierro mu grandes, del tamaño de la caña de doña Calixta, y tan pesados, tan pesados que ni cuatrocientos hombres los podían levantar

También es mencionada en Misericordia (novela) (1897):

Benina exclamó: «por fin, entró en una casa de la calle Imperial, próxima a la rinconada en que está el Almotacén y Fiel Contraste. Deslizose a lo largo del portal angosto, obstruido y casi intransitable por los colgajos de un comercio de cordelería que en él existe; subió la escalera, con rápidos andares hasta el principal, con moderado paso hasta el segundo; llegó jadeante al tercero, que era el último, con honores de sotabanco. Dio vuelta a un patio grande, por galería de emplomados cristales, de suelo desigual, a causa de los hundimientos y desniveles de la vieja fábrica, y al fin llegó a una puerta de cuarterones, despintada; llamó… Era su casa»

 (VI, pp. 96-97).

«A poco de celebrarse las dos bodas, trasladose Doña Paca de la calle del Almendro a la Imperial, buscando siempre baraturas, que al fin y al cabo no le resolvían el problema de vivir sin recursos« (IX, p. 115).
Cada día mermaba su crédito, y las obligaciones contraídas en la calle de la Ruda, o en las tiendas de la calle Imperial, la abrumaban".

En El terror de 1824 es también mencionada:

"Chaperón, después de dar las últimas órdenes a los aparejadores y de volver a observar el efecto de la bella obra que se estaba ejecutando, marchó con sus amigos hacia la calle Imperial, por donde se dirigieron todos a la cárcel de Corte. En la plazuela había también gente, de esa que la curiosidad, no la compasión, reúne frente a un muro detrás del cual hay un reo en capilla. No veían nada, y sin embargo, miraban la negra pared, como si en ella pudiera descubrirse la sombra, o si no la sombra, misterioso reflejo del espíritu del condenado a muerte".